# Kevin Janssens (middenvelder)
Kevin Janssens (Turnhout, 29 mei 1986) is een Belgische voetballer. Zijn lievelingspositie is linksmidden, maar hij kan ook centraal uit de voeten. Hij verruilde in 2013 Cercle Brugge voor Eendracht Aalst.  In het seizoen 2015-2016 komt hij uit voor KFC Dessel Sport

## Carrière
Janssens begon zijn carrière bij tweedeklasser KV Turnhout. Daar begon hij reeds op 5-jarige leeftijd te spelen. Hij doorliep er alle jeugdreeksen om uiteindelijk in de A-kern opgenomen te worden. In het seizoen 2004/2005 maakte hij zijn debuut bij de A-ploeg. De volgende seizoenen groeide Janssens uit tot een basisspeler. In december 2008 volgde dan een stap hogerop. Hij tekende een contract bij tweedeklasser Lierse, een club waarmee Turnhout een samenwerkingsverband heeft. Vanaf januari 2011 werd hij terug uitgeleend aan KV Turnhout. Van 1 juli 2011 tot 30 juni 2013 speelde Janssens voor Cercle Brugge. In mei 2013 tekende Janssens een contract voor twee seizoenen bij Eendracht Aalst.
Op 26 april 2015 wordt bekend dat Janssens de overstap maakt naar Tweedeklasser KFC Dessel Sport. waar hij enkele jaren ononderbroken zal spelen in het eerste elftal. Voor het seizoen 2020-2021 tekende hij een verbintenis voor twee seizoenen bij de ambitieuze eerste provincialer FC Wezel Sport.

## Statistieken
| seizoen                               | club            | land   | competitie         | wed. | goals |
| ------------------------------------- | --------------- | ------ | ------------------ | ---- | ----- |
| 2004/05                               | KV Turnhout     | België | Derde Klasse       | 3    | 0     |
| 2005/06                               | KV Turnhout     | België | Derde Klasse       | 26   | 3     |
| 2006/07                               | KV Turnhout     | België | Derde Klasse       | 27   | 2     |
| 2007/08                               | KV Turnhout     | België | Derde Klasse       | 25   | 5     |
| 2008/09                               | KV Turnhout     | België | Derde Klasse       | 14   | 4     |
| 2008/09                               | K. Lierse SK    | België | Exqi League        | 22   | 2     |
| 2009/10                               | K. Lierse SK    | België | Exqi League        | 19   | 1     |
| 2010/11                               | K. Lierse SK    | België | Jupiler Pro League | 2    | 0     |
| 2010/11                               | KV Turnhout     | België | Exqi League        | 11   | 3     |
| 2011/12                               | Cercle Brugge   | België | Jupiler Pro League | 33   | 3     |
| 2012/13                               | Cercle Brugge   | België | Jupiler Pro League | 8    | 0     |
| 2013/14                               | Eendracht Aalst | België | Belgacom League    | 0    | 0     |
| Totaal                                | Totaal          | Totaal | Totaal             | 190  | 23    |
| tabel laatst bijgewerkt op 26-05-2013 |                 |        |                    |      |       |